# Ódeila
Ódeila är ett berg i republiken Island. Det ligger i regionen Norðurland eystra, 280 km nordost om huvudstaden Reykjavík. Toppen på Ódeila är 556 meter över havet, eller 372 meter över den omgivande terrängen. Bredden vid basen är 4,8 km.
Närmaste större samhälle är Húsavík, omkring 19 kilometer öster om Ódeila.